# Niin & näin
Niin & näin est une revue de philosophie, fondée en 1994 à Tampere en Finlande.

## Présentation
La revue s'adresse à la fois aux philosophes professionnels et à un public plus large. 
Le magazine publie des articles évalués par des pairs, des critiques de livres, des chroniques et des articles d'actualité. 
Les numéros ont un ou plusieurs thèmes, qui sont couverts par plusieurs auteurs. 
La première année, le magazine a été publié trois fois, depuis , il y a quatre numéros par an.
Le magazine est édité et publié par la Société européenne de philosophie.

## Rédacteurs en chef
- 1994–2006: Mikko Lahtinen
- 2006–2010: Tere Vadén et Jarkko S. Tuusvuori[2]
- 2010–2013: Ville Lähde et Antti Salminen
- 2013–2016: Jaakko Belt et Antti Salminen
- 2016–2017: Jaakko Belt, Anna Ovaska ja Tytti Rantanen
- 2018–: Jaakko Belt, Anna Ovaska, Tytti Rantanen et Antti Salminen

## Prix et récompenses
Le magazine a reçu le prix du magazine de qualité du ministère de l'Éducation et de la Culture (2010), le prix de reconnaissance de l'Association finlandaise des éditeurs scientifiques (2013) et le prix du magazine de qualité de l'année de Kultti ry (2017). 
L'éditeur de la revue, la Société européenne de philosophie, a reçu le Prix Alfred-Kordelin en 2018.